# CDNA 말단의 급속 증폭
cDNA 말단의 급속 증폭(영어: rapid amplification of cDNA ends, RACE)은 세포 내에서 발견되는 RNA 전사체의 전체 길이 서열을 얻기 위해 분자생물학에서 사용되는 기술이다. cDNA 말단의 급속 증폭은 역전사를 통해 생성된 관심 RNA 서열의 cDNA 복사본을 생성한 후 cDNA 복사본의 PCR 증폭을 초래한다(RT-PCR 참조). 그런 다음 증폭된 cDNA 복사본의 서열을 분석하고, 길이가 충분하다면 고유한 게놈 영역에 매핑되어야 한다. cDNA 말단의 급속 증폭에서는 원래 개별 RNA 분자가 서열을 분석하기 전에 일반적으로 복제가 선행되어야 한다. 새로운 전사체의 구조를 식별하는 데 유용한 보다 고처리량의 대안은 차세대 시퀀싱 기술을 사용하여 cDNA 말단의 급속 증폭 생성물을 시퀀싱하는 것이다.

## 같이 보기
- cDNA
- 중합효소 연쇄 반응 (PCR)

## 참고 문헌
- "Rapid amplification of 5' cDNA ends," in  Molecular Cloning: A Laboratory Manual (eds. Sambrook, J. & Russell, D.W.) Chapter 8 Protocol 9, 8.54−8.60 (Cold Spring Harbor Laboratory Press, Cold Spring Harbor, New York, USA, 2001)
- Principles of Gene Manipulation and Genomics, S. B. Primrose and R. M. Twyman, Blackwell Publishing, 2006 (7th ed.), pages 111–12.